# ヴェイヘロヴォ
ヴェイヘロヴォ（ポーランド語: Wejherowo [vɛi̯xɛˈrɔvɔ]、カシューブ語：Wejrowò、ドイツ語: Neustadt in Westpreußen（ノイシュタット・イン・ヴェストプロイセン））は、ポーランド北部のポモージェ県にある町。人口は2006年10月1日の時点で4万7000人。1999年からヴェイヘロヴォ郡の中心地であるが、それ以前（1975年から1999年）はグダニスク県に属した。

## 歴史
1643年にマルボルク県のヴォイヴォダ、ヤクプ・ヴェイヘルがポーランド王ヴワディスワフ4世の許しを得て建設し、ヴォラ・ヴェイヘロフスカ (Wola Wejherowska) と名づけた。ヴェイヘルはスモレンスク戦争に従軍し、新しい入植地に三位一体と聖アンの2つの教会を建てたほか、フランシスコ会の神父も連れてきて修道院を建て、26軒の礼拝堂から成るヴェイヘロヴォのカルヴァリを創設した。

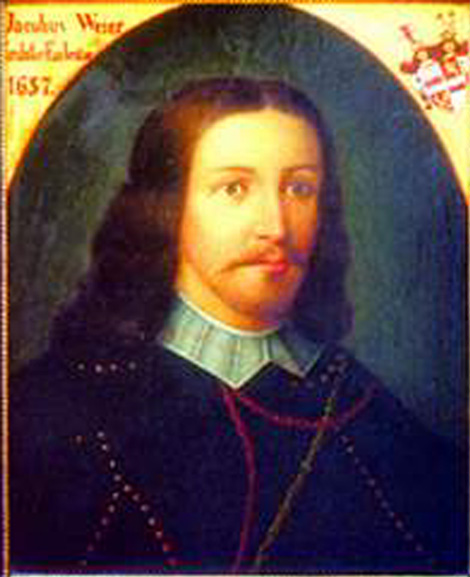
ヤクプ・ヴェイヘル

1772年の第一次ポーランド分割でプロイセン王国に併合され、西プロイセンの新設州に組み込まれた。ドイツ名もヴァイヘルスフライ (Weihersfrei) からノイシュタット・イン・ヴェストプロイセン（Neustadt in Westpreußen、「西プロイセンの新しい町」の意）に改称された。1818年の行政地区の創設とダンツィヒ（グダニスク）＝シュテッティン（シュチェチン）間の鉄道開通により町の開発が進み、プロイセンが主導したドイツ統一中の1871年にドイツ帝国の一部となった。19世紀後半にかなりの数のユダヤ人がニューヨーク州シラキュースへ移民したが、そのなかには有名なシューバート家も含まれた。
第一次世界大戦後の1920年にポーランド第二共和国領となり、ポモージェ県とヴェイヘロヴォ郡の中心都市として国の海運本局が置かれた。ポーランド侵攻で第二次世界大戦が始まると、ナチス・ドイツによりダンツィヒ＝西プロイセン帝国大管区に編入された。ユダヤ系住民のほとんどがナチスに虐殺され、ポーランド系住民もその多くがナチスの殲滅政策の犠牲となった。近くのピアシュニツァ・ヴェルカ村では1939年に1万2000人ものポーランド人が射殺された。1945年のドイツ降伏によってポーランドに復帰し、現在はカシューブ・ポモージェ文学・音楽博物館がある。

### 人口の推移
| 年度   | 人口      |
| ------ | --------- |
| 1901年 | 7200人    |
| 1948年 | 1万3400人 |
| 1960年 | 2万4500人 |
| 1970年 | 3万3800人 |
| 1975年 | 3万7700人 |
| 1980年 | 4万2400人 |
| 1990年 | 4万6800人 |
| 1995年 | 4万7000人 |
| 2000年 | 4万6200人 |
| 2005年 | 4万6900人 |
| 2006年 | 4万7159人 |
| 2007年 | 4万7435人 |
| 2011年 | 4万9922人 |
| 2020年 | 4万9505人 |

## ゆかりの人物
- パウル・ニプコウ（1860年-1940年） テレビのパイオニア
- パウル・ペーテル・ローデ（1871年-1945年） ローマ・カトリックの司教
- キンガ・バラノフスカ（1975年-） 登山家
- マルツィン・ミオトク（1973年-） 登山家
- イェジ・ブドニク（1951年-） 政治家
- ドロータ・マスウォフスカ（1983年-） ジャーナリスト
- トマシュ・ポル（1968年-） 作家・詩人

## 姉妹都市
- ティレセー（スウェーデン）
- ルーアン（フランス）
- シュヴェンチョニース（リトアニア）
- パスタヴィ（ベラルーシ）
- イヴァーノ＝フランキーウシク（ウクライナ）
- トルトノフ（チェコ）